# Дон Еъри
Вижте пояснителната страница за други личности с името Еъри.
Доналд Смит „Дон“ Еъри (на английски: Donald Smith „Don“ Airey) е английски рок пианист.

## Биография
Започва професионалната си кариера през 1974 г. Получава популярност след като през 1979 г. започва да свири с „Рейнбоу“. От 2002 г. сменя Джон Лорд в „Дийп Пърпъл“. Еъри е музикант с доста голямо и успешно музикално минало. В началото на творческия си път участва в много групи, с които няма кой знае какъв успех. Това е прекратено когато Ричи Блекмор го забелязва и поканва в „Рейнбоу“. Еъри веднага започва работа с групата и следват успешни концерти и албуми. Свирил е също и с китариста Гери Мур, групите „Блек Сабат“, „Уайтснейк“, „Джетро Тъл“ и „Джудас Прийст“. Към 2008 г. е посетил 2 пъти България с концерти на „Дийп Пърпъл“.